# Classe Göteborg (corvetta)
Le corvette svedesi classe Göteborg sono unità moderne, che compattano le capacità di navi normalmente più grandi e pesanti in piccoli scafi, da appena 380t. a pieno carico. Esse sono le principali navi di superficie svedesi, e sono state iniziate nel 1986 e per il 1992 sono entrate tutte e 4 in servizio.
L'armamento è di 8 missili antinave RBS-15, 1 cannone da 57mm, 1 da 40 entrambi Bofors (ora United Defence), ma esistono anche 4 lanciasiluri da 400mm antisommergibile (con una qualche capacità anche antinave) Tp 432, e 4 mortai per bombe antisommergibile.
L'equipaggiamento elettronico è molto complesso, con un radar Sea giraffe, un sonar SINTRA, e uno SIMRAD a profondità variabile.

## Unità
| Sigla | Nome      | Impostazione      | Varo             | Entrata in servizio |
| ----- | --------- | ----------------- | ---------------- | ------------------- |
| K21   | Göteborg  | 10 febbraio 1986  | 13 aprile 1989   | 15 febbraio 1990    |
| K22   | Gävle     | 12 gennaio 1987   | 23 marzo 1990    | 17 settembre 1990   |
| K23   | Kalmar    | 21 settembre 1988 | 1º novembre 1990 | 1º settembre 1991   |
| K24   | Sundsvall | marzo 1989        | 29 novembre 1991 | 7 giugno 1993       |